# Андрюхин, Фёдор Александрович
Фёдор (Феодор) Александрович Андрюхин (рум. Feodor Andriuhin; 18 февраля 1997, Бельцы, Молдавия) — молдавский и российский футболист, защитник.

## Биография
Обучался в юношеской подготовительной школе города Бельцы. 3 марта 2013 года, через 13 дней после 16-летия дебютировал в высшем молдавском дивизионе в составе клуба «Олимпия» Бельцы. 21 апреля оформил дубль в ворота «Зимбру» (2:2), став самым молодым футболистом в истории Национальной Дивизии, забившим гол. Провёл за команду 16 матчей, последний — 28 февраля 2014. Покинул клуб, переименованный в «Зарю», по окончании сезона 2014/15. Затем играл в команде «Спикул» Кишкэрень. в 2016 году находился на просмотре в московским «Спартаке». 28 июля 2017 подписал контракт с московским «Локомотивом». В молодёжном составе дебютировал 29 июля в матче 3 тура первенства против «Анжи».
В составе юношеской сборной Молдавии принимал участие в трёх квалификационных раундах чемпионатов Европы (2015, 2016). В 2015 году участвовал в Мемориале Гранаткина.